# NGC 5721
NGC 5721 ist eine 14,9 mag helle Linsenförmige Galaxie vom Hubble-Typ S0 im Sternbild Bärenhüter. 
NGC 5721 wurde am 16. April 1855 vom irischen Astronomen R. J. Mitchell, einem Assistenten von William Parsons, entdeckt.